# Eddy De Herdt
Eddy De Herdt (18 maart 1946) is een Belgisch politicus voor de SP/sp.a en later voor de partij Hemiksem Vooruit. Hij was burgemeester van Hemiksem.

## Levensloop
De Herdt werd een eerste maal verkozen bij de lokale verkiezingen van 1982 op de SP-kieslijst te Hemiksem, waarna hij in de oppositie zetelde. Na de gemeenteraadsverkiezingen van 1988 werd hij aangesteld als schepen, een mandaat dat hij uitoefende tot 2000. Vervolgens was hij burgemeester van de gemeente tot 2012. Tijdens zijn eerste ambtsperiode als burgemeester (2001-2006) leidde hij een coalitie van SP en VLD. Tijdens de legislatuur 2007-2012 leidde hij een coalitie van sp.a en CD&V.
In 2018 werd hij lijstduwer bij de partij Hemiksem Vooruit. Met 382 stemmen raakte hij verkozen.